# Plymouth (Minnesota)
Plymouth é uma cidade localizada no estado americano do Minnesota, no Condado de Hennepin.

## Demografia
Segundo o censo americano de 2000, a sua população era de 65.894 habitantes.
Em 2006, foi estimada uma população de 70.102, um aumento de 4208 (6.4%).

## Geografia
De acordo com o United States Census Bureau tem uma área de 91,4 km², dos quais 85,2 km² cobertos por terra e 6,2 km² cobertos por água.

## Localidades na vizinhança
O diagrama seguinte representa as localidades num raio de 8 km ao redor de Plymouth.